# 이스타지우 두 마라카낭
이스타지우 두 마라카낭(포르투갈어: Estádio do Maracanã 이스타지우 두 마라카너웅[*])은 브라질 리우데자네이루에 위치한 세계 최대의 축구 경기장이다. 공식 명칭은 이스타지우 조르날리스타 마리우 필류(포르투갈어: Estádio Jornalista Mário Filho)이다. 최대 관중 수용인원은 20만까지 가능했으나 현재는 78,639명으로 줄었으며 1950년 FIFA 월드컵의 개최를 목적으로 건설되었다.
브라질 축구의 성지로 불리며, 1950년 FIFA 월드컵 당시 브라질이 우루과이에게 역전패를 당하고 우승을 놓치고 말았으며, 그 경기는 마라카낭의 비극이란 이름으로 전해지고 있다.
또한, 이 경기장은 리모델링하여 2014년 FIFA 월드컵에서도 결승전 경기장으로 다시 사용되었고, 2007년 팬아메리칸 게임, 2016년 하계 올림픽, 2016년 하계 패럴림픽도 이 경기장에서 개최하게 되었다. 하지만 64년 만에 다시 월드컵을 개최한 브라질은 벨루오리존치 미네이랑에서 독일에 뜻밖의 패배를 당하며 마라카낭으로 돌아오지 못하고 말았다.

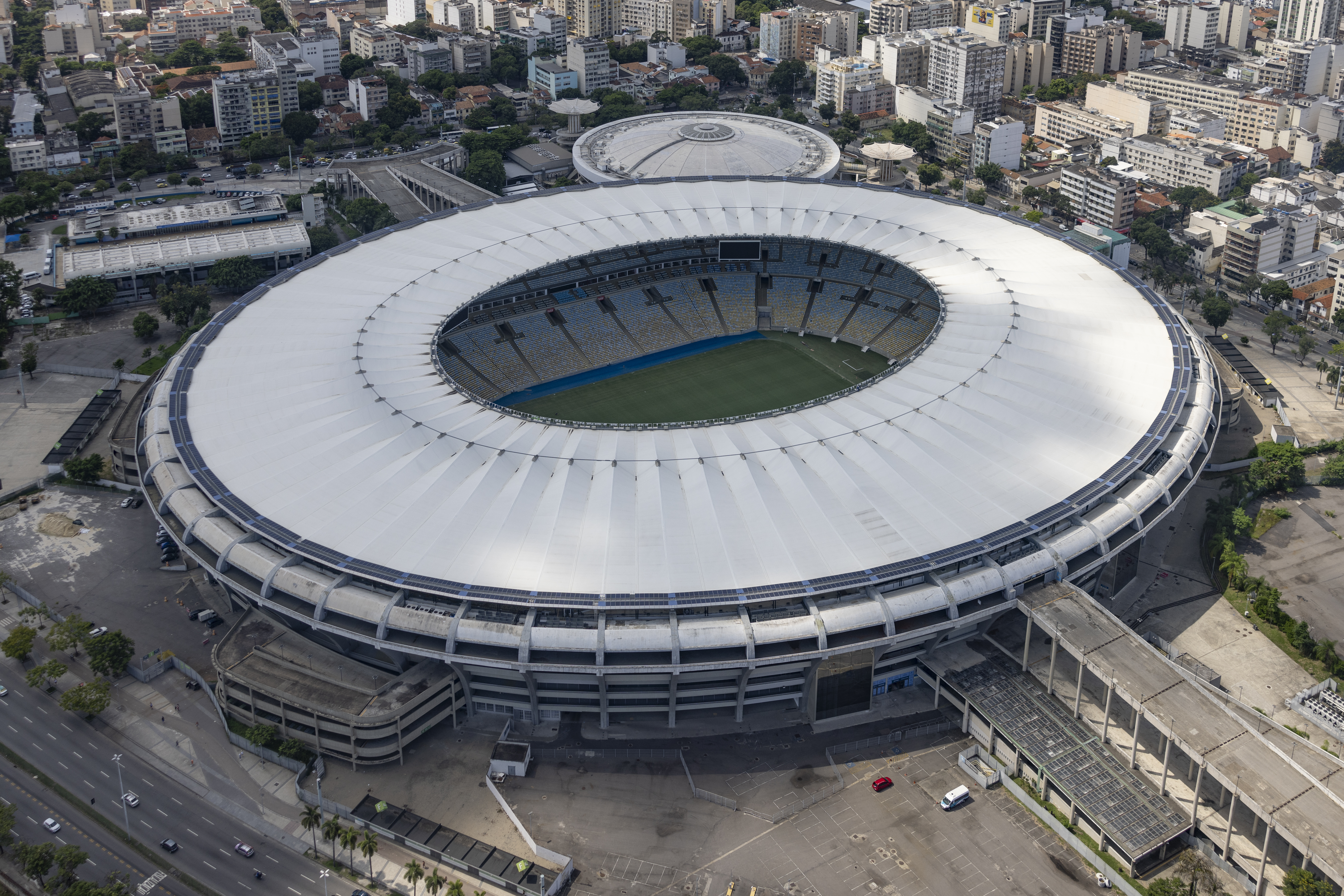
마라카낭 경기장 모습 (2022년)

2016년 하계 올림픽에서 브라질이 자국의 역사상 최초로 올림픽 남자 축구에서 우승하여 금메달을 땄던 곳으로도 유명하다. 이 금메달로 브라질은 2년 전에 벌어진 벨루오리존치 대참사의 아픔을 달랬다.

## 기록

### 1950년 FIFA 월드컵
| 날짜            | 팀 1     | 스코어 | 팀 2         | 라운드 |
| --------------- | -------- | ------ | ------------ | ------ |
| 1950년 6월 24일 | 브라질   | 4 - 0  | 멕시코       | A조    |
| 1950년 6월 25일 | 잉글랜드 | 2 - 0  | 칠레         | B조    |
| 1950년 6월 29일 | 스페인   | 2 - 0  | 칠레         | B조    |
| 1950년 7월 1일  | 브라질   | 2 - 0  | 유고슬라비아 | A조    |
| 1950년 7월 2일  | 스페인   | 1 - 0  | 잉글랜드     | B조    |
| 1950년 7월 9일  | 브라질   | 7 - 1  | 스웨덴       | 결선   |
| 1950년 7월 13일 | 브라질   | 6 - 1  | 스페인       | 결선   |
| 1950년 7월 16일 | 우루과이 | 2 - 1  | 브라질       | 결선   |

### 2014년 FIFA 월드컵
| 날짜       | 시간 (UTC-3) | 팀 #1      | 결과       | 팀 #2                 | 대회   | 관중   |
| ---------- | ------------ | ---------- | ---------- | --------------------- | ------ | ------ |
| 2014-06-15 | 19:00        | 아르헨티나 | 2-1        | 보스니아 헤르체고비나 | F조    | 74,738 |
| 2014-06-18 | 16:00        | 스페인     | 0-2        | 칠레                  | B조    | 74,101 |
| 2014-06-22 | 13:00        | 벨기에     | 1-0        | 러시아                | H조    | 73,819 |
| 2014-06-25 | 17:00        | 에콰도르   | 0-0        | 프랑스                | E조    | 73,750 |
| 2014-06-28 | 17:00        | 콜롬비아   | 2-0        | 우루과이              | 16강전 | 73,804 |
| 2014-07-04 | 13:00        | 프랑스     | 0-1        | 독일                  | 8강전  | 74,720 |
| 2014-07-13 | 16:00        | 독일       | 1-0 (연장) | 아르헨티나            | 결승전 | 74,738 |

## 2016년 하계 올림픽 일정
| 날짜       | 시간 (UTC-3) | 팀 #1  | 결과         | 팀 #2    | 조편성        | 관중   |
| ---------- | ------------ | ------ | ------------ | -------- | ------------- | ------ |
| 2016-08-16 | 13:00        | 브라질 | 0-0 (3-4 PK) | 스웨덴   | 여자 준결승전 | 70,454 |
| 2016-08-17 | 13:00        | 브라질 | 6-0          | 온두라스 | 남자 준결승전 | 52,432 |
| 2016-08-19 | 17:30        | 스웨덴 | 1-2          | 독일     | 여자 결승전   | 52,432 |
| 2016-08-20 | 17:30        | 브라질 | 1-1 (5-4 PK) | 독일     | 남자 결승전   | 63,707 |

## 사진

1950년 FIFA 월드컵 당시의 마라카낭
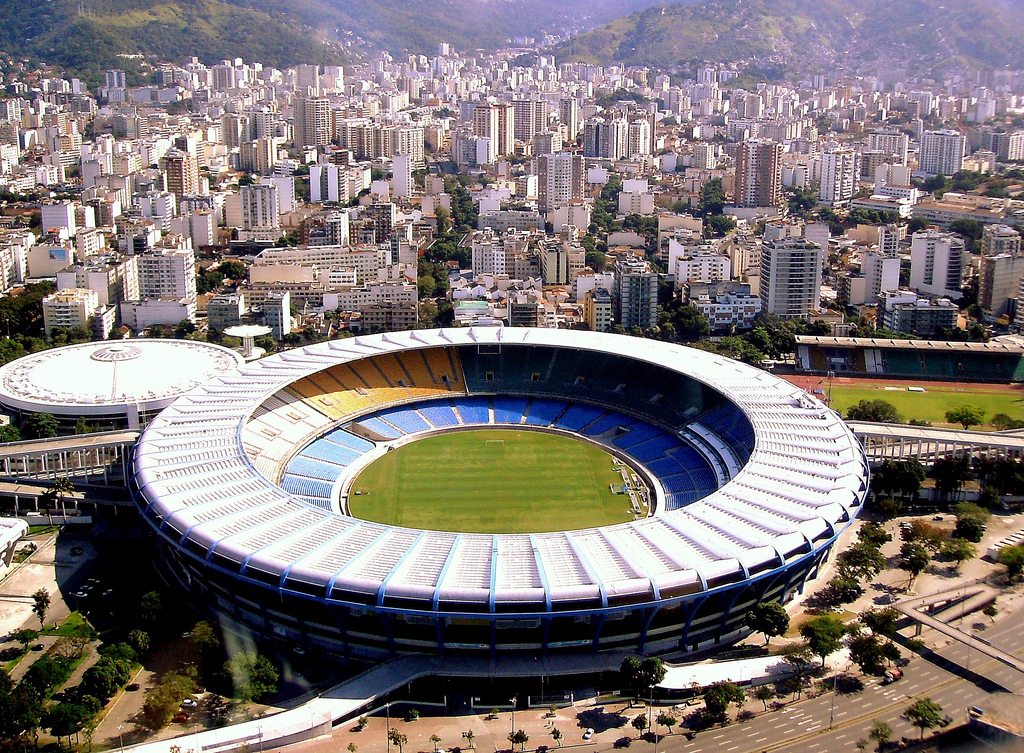
1950년부터 2010년까지 존재했던 마라카낭의 외관
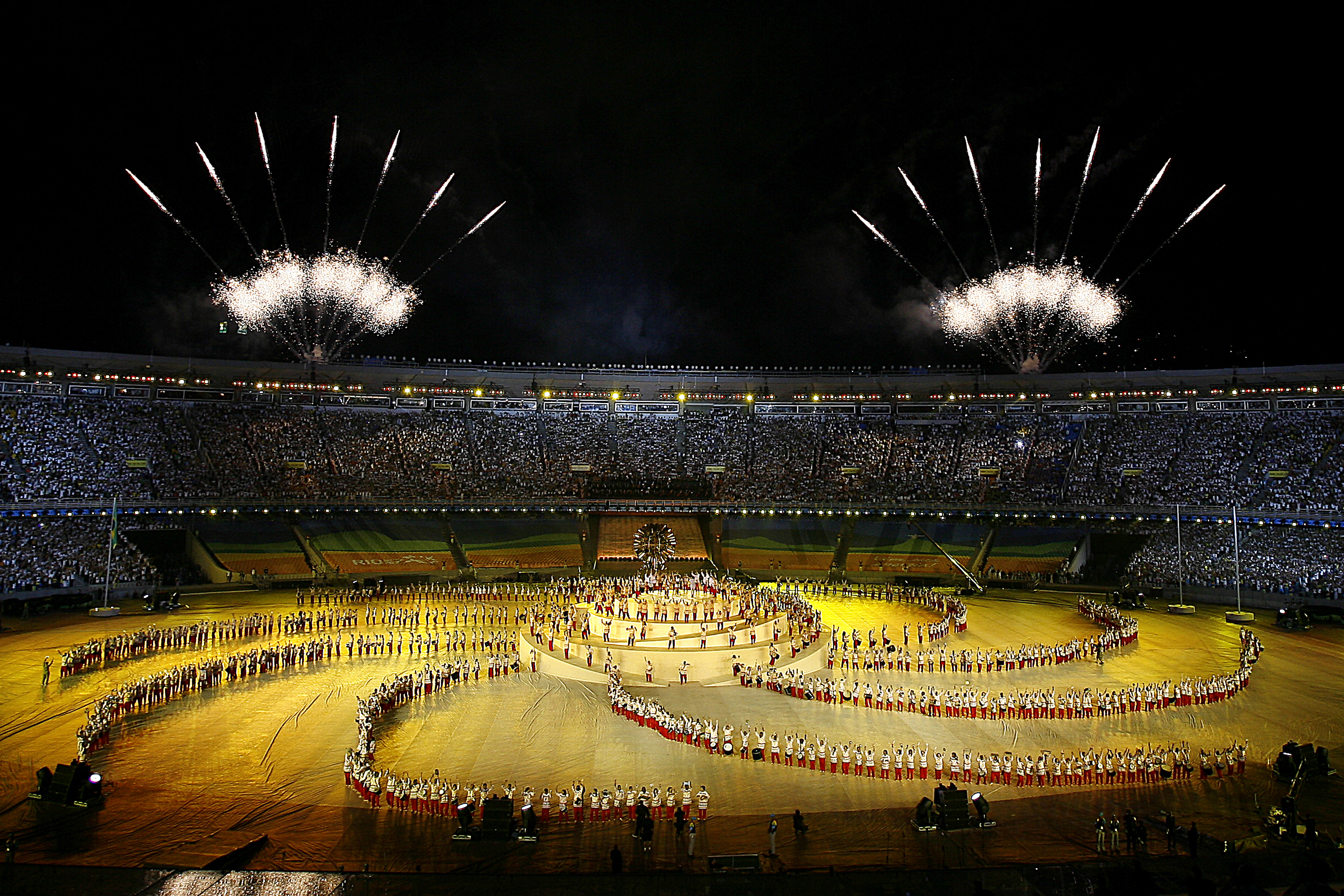
마라카낭에서 열린 2007년 팬아메리칸 게임 개막식

## 같이 보기
- 마라카낭의 비극